# Commonwealth Games 2022/Teilnehmer (Gibraltar)
| Gelbes Symbol für Goldmedaillen mit stilisierten Olympischen Ringen | Graues Symbol für Silbermedaillen mit stilisierten Olympischen Ringen | Braundes Symbol für Bronzemedaillen mit stilisierten Olympischen Ringen |
| ------------------------------------------------------------------- | --------------------------------------------------------------------- | ----------------------------------------------------------------------- |
| —                                                                   | —                                                                     | —                                                                       |

Gibraltar nahm mit 23 Athleten (17 Männer und sechs Frauen) an den Commonwealth Games 2022 teil. Es war die insgesamt 17. Teilnahme an Commonwealth Games.

## Teilnehmer nach Sportarten

### Gewichtheben
| Athleten     | Wettbewerb | Reißen  | Reißen | Stoßen  | Stoßen | Zweikampf | Zweikampf | Rang |
| Athleten     | Wettbewerb | Gewicht | Rang   | Gewicht | Rang   | Gewicht   | Rang      | Rang |
| ------------ | ---------- | ------- | ------ | ------- | ------ | --------- | --------- | ---- |
| Frauen       |            |         |        |         |        |           |           |      |
| Holly O’Shea | - 71 kg    | 74 kg   | 10     | 97 kg   | 10     | 171 kg    | 10        | 10   |

### Leichtathletik
| Athleten      | Wettbewerb | 1. Runde | 1. Runde | Halbfinale    | Halbfinale    | Finale        | Finale        | Rang |
| Athleten      | Wettbewerb | Zeit     | Rang     | Zeit          | Rang          | Zeit          | Rang          | Rang |
| ------------- | ---------- | -------- | -------- | ------------- | ------------- | ------------- | ------------- | ---- |
| Männer        |            |          |          |               |               |               |               |      |
| Craig Gill    | 100 m      | 11,09 s  | 8        | ausgeschieden | ausgeschieden | ausgeschieden | ausgeschieden | 64   |
| Craig Gill    | 200 m      | 22,74 s  | 6        | ausgeschieden | ausgeschieden | ausgeschieden | ausgeschieden | 52   |
| Arnold Rogers | Marathon   | -        | -        | -             | -             | 2:37:11 h     | 16            | 16   |

### Radsport

#### Mountainbike
| Athleten       | Wettbewerb    | Zeit | Rang |
| -------------- | ------------- | ---- | ---- |
| Männer         |               |      |      |
| Giles Cerisola | Cross Country | LAP  | LAP  |
| Karl Sciortino | Cross Country | LAP  | LAP  |

#### Straße
| Athleten      | Wettbewerb    | Zeit         | Rang |
| ------------- | ------------- | ------------ | ---- |
| Männer        |               |              |      |
| Derek Barbara | Straßenrennen | DNF          | DNF  |
| Juan Guzman   | Straßenrennen | DNF          | DNF  |
| Mark Lett     | Straßenrennen | 3:39:10 h    | 69   |
| Samuel O’Shea | Straßenrennen | DNF          | DNF  |
| John Pratts   | Straßenrennen | DNF          | DNF  |
| Derek Barbara | Zeitfahren    | 1:05:05,87 h | 53   |
| Mark Lett     | Zeitfahren    | 53:56,84 min | 28   |
| Samuel O’Shea | Zeitfahren    | 54:59,17 min | 30   |
| Frauen        |               |              |      |
| Olivia Lett   | Straßenrennen | 2:50:30 h    | 42   |
| Elaine Pratts | Straßenrennen | DNF          | DNF  |
| Olivia Lett   | Zeitfahren    | 48:53,14 min | 28   |
| Elaine Pratts | Zeitfahren    | 48:14,65 min | 27   |

### Turnen

#### Rhythmische Sportgymnastik
| Athleten      | Wettbewerb    | Geräte | Geräte | Geräte | Geräte   | Gesamt | Rang |
| Athleten      | Wettbewerb    | Reifen | Bälle  | Keulen | Schleife | Gesamt | Rang |
| ------------- | ------------- | ------ | ------ | ------ | -------- | ------ | ---- |
| Frauen        |               |        |        |        |          |        |      |
| Mie Alvarez   | Qualifikation | 17,100 | 18,400 | 19,000 | 15,100   | 69,600 | 29   |
| Kylie Gaiviso | Qualifikation | 19,700 | 20,100 | 17,900 | 16,400   | 74,100 | 27   |

### Schwimmen
| Athleten                                                    | Wettbewerb           | Vorlauf     | Vorlauf | Halbfinale    | Halbfinale    | Finale        | Finale        |
| Athleten                                                    | Wettbewerb           | Zeit        | Rang    | Zeit          | Rang          | Zeit          | Rang          |
| ----------------------------------------------------------- | -------------------- | ----------- | ------- | ------------- | ------------- | ------------- | ------------- |
| Männer                                                      |                      |             |         |               |               |               |               |
| Aidan Carroll                                               | 50 m Freistil        | 25,16 s     | 56      | ausgeschieden | ausgeschieden | ausgeschieden | ausgeschieden |
| Aidan Carroll                                               | 50 m Schmetterling   | 25,84 s     | 32      | ausgeschieden | ausgeschieden | ausgeschieden | ausgeschieden |
| Aidan Carroll                                               | 100 m Schmetterling  | 57,17 s     | 33      | ausgeschieden | ausgeschieden | ausgeschieden | ausgeschieden |
| Aidan Carroll                                               | 200 m Schmetterling  | 2:12,47 min | 19      | -             | -             | ausgeschieden | ausgeschieden |
| Johnpaul Balloqui                                           | 50 m Schmetterling   | 26,51 s     | 43      | ausgeschieden | ausgeschieden | ausgeschieden | ausgeschieden |
| Johnpaul Balloqui                                           | 100 m Schmetterling  | 57,98 s     | 38      | ausgeschieden | ausgeschieden | ausgeschieden | ausgeschieden |
| Johnpaul Balloqui                                           | 200 m Schmetterling  | 2:10,50 min | 18      | -             | -             | ausgeschieden | ausgeschieden |
| Jordan Gonzalez                                             | 50 m Freistil        | 26,36 s     | 60      | ausgeschieden | ausgeschieden | ausgeschieden | ausgeschieden |
| Jordan Gonzalez                                             | 50 m Rücken          | 28,94 s     | 39      | ausgeschieden | ausgeschieden | ausgeschieden | ausgeschieden |
| Jordan Gonzalez                                             | 100 m Rücken         | 1;02,10 min | 31      | ausgeschieden | ausgeschieden | ausgeschieden | ausgeschieden |
| Matt Savitz                                                 | 100 m Freistil       | 55,53 s     | 59      | ausgeschieden | ausgeschieden | ausgeschieden | ausgeschieden |
| Matt Savitz                                                 | 200 m Freistil       | 2:01,46 min | 35      | -             | -             | ausgeschieden | ausgeschieden |
| Jordan Gonzalez Johnpaul Balloqui Aidan Carroll Matt Savitz | 4 × 100 m – Freistil | DSQ         | DSQ     | ausgeschieden | ausgeschieden | ausgeschieden | ausgeschieden |
| Matt Savitz Jordan Gonzalez Aidan Carroll Johnpaul Balloqui | 4 × 200 m – Freistil | -           | -       | -             | -             | 8:08,83 min   | 8             |

### Squash
| Athleten        | Wettbewerb | 1.        | 1.       | 2. Runde     | 2. Runde | Achtelfinale  | Achtelfinale  | Viertelfinale | Viertelfinale | Halbfinale    | Halbfinale    | Finale        | Finale        | Rang |
| Athleten        | Wettbewerb | Gegner    | Ergebnis | Gegner       | Ergebnis | Gegner        | Ergebnis      | Gegner        | Ergebnis      | Gegner        | Ergebnis      | Gegner        | Ergebnis      | Rang |
| --------------- | ---------- | --------- | -------- | ------------ | -------- | ------------- | ------------- | ------------- | ------------- | ------------- | ------------- | ------------- | ------------- | ---- |
| Männer          |            |           |          |              |          |               |               |               |               |               |               |               |               |      |
| Christian Navas | Einzel     | J. Jervis | 3:1      | J. Willstrop | 0:3      | ausgeschieden | ausgeschieden | ausgeschieden | ausgeschieden | ausgeschieden | ausgeschieden | ausgeschieden | ausgeschieden | 17   |

### Triathlon
| Athleten      | Wettbewerb | Zeit      | Rang |
| ------------- | ---------- | --------- | ---- |
| Männer        |            |           |      |
| Kelvin Gomez  | Einzel     | 1:00:02 h | 29   |
| Andrew Gordon | Einzel     | 58:04 min | 27   |
| Robert Matto  | Einzel     | 1:04:31 h | 36   |